# Fueled by Ramen
Pour les articles homonymes, voir FZM.
Fueled by Ramen est un label discographique américain, propriété de Warner Music Group, basé à New York. Il est fondé en 1996 par Vinnie (batteur du groupe de punk rock Less Than Jake) et John Janick. Ce label est le précurseur de la nouvelle scène de punk alternatif américaine.

## Histoire
John Janick a eu l'idée du label alors qu'il était au lycée, mais ce n'est que lorsqu'il s'est inscrit à l'Université de Floride à Gainesville et qu'il a fait équipe avec le batteur-parolier de Less Than Jake, Vinnie Fiorello, que Fueled By Ramen est devenu une réalité,. Le nom du label est inspiré par le fait qu'à l'époque, ils ne pouvaient se permettre qu'un régime de rāmen instantané bon marché, car ils avaient investi la majeure partie de leur argent dans la production de disques.
Le premier grand succès de Ramen vient en 1998 avec l'EP éponyme de Jimmy Eat World, ce qui a permis au label d'acheter ses premiers bureaux à Tampa. Ramen s'associe très tôt à la branche de distribution indépendante de Warner, ADA ; Lyor Cohen, de Warner, conclut finalement un accord avec Ramen, ce qui amène Janick à dire : « Nous fonctionnons comme un label indépendant qui est très petit et agile et qui peut faire ses propres affaires, mais nous avons les ressources d'une grande entreprise ».
En 2004, Pete Wentz de Fall Out Boy présente Fueled by Ramen à un autre groupe de pop rock de Chicago, The Academy Is..., qui sort son premier album, Almost Here, l'année suivante. Peu après, Janick s'associe à Wentz pour créer Decaydance Records et sort une série d'albums d'un groupe aux sonorités disparates, allant du hip-hop alternatif de Gym Class Heroes au combo indie pop Hush Sound. En septembre 2005, Decaydance et Fueled By Ramen sortent A Fever You Can't Sweat Out, le premier album de Panic! at the Disco, certifié triple platine par la RIAA.
En 2006, Vinnie Fiorello quitte le label, invoquant des désaccords sur l'orientation des futures signatures et une perte de passion pour la musique dans laquelle le label s'investissait.
En juin 2018, Warner Music Group annonce que Fueled by Ramen, parmi d'autres labels, serait inclus dans un nouveau label parent, Elektra Music Group, qui est officiellement lancé le 1er octobre 2018. En juin 2022, Elektra Music Group, et par la suite Fueled by Ramen, est fusionné dans le nouveau groupe de labels ombrelle 300 Elektra Entertainment,.

## Certifications
Douze albums publiés par Fueled by Ramen ont été certifiés disque de platine (certains plusieurs fois) par la Recording Industry Association of America pour des ventes d'un million d'unités ou plus :
- Some Nights (2012) par fun.
- A Fever You Can't Sweat Out (2005), Pretty. Odd. (2008), Too Weird to Live, Too Rare to Die! (2013), Death of a Bachelor (2016), et Pray for the Wicked (2018) par Panic! at the Disco
- Riot! (2007), Brand New Eyes (2009), et Paramore (2013) par Paramore
- Vessel (2013), Blurryface (2015), et Trench (2018) par Twenty One Pilots[10].

Blurryface, l'album le plus vendu du label, est certifié quintuple disque de platine pour des ventes d'au moins cinq millions d'unités ; Some Nights, A Fever You Can't Sweat Out, et Riot! sont certifiés triple disque de platine pour des ventes d'au moins trois millions d'unités ; et Death of a Bachelor et Vessel sont certifiés double disque de platine pour des ventes d'au moins deux millions d'unités.

## Groupes et artistes

### Actuels
- A Day to Remember
- All Time Low
- Chloe Moriondo
- E^ST
- Flor
- The Front Bottoms
- Games We Play
- Grandson (musicien)
- Lights
- Meet Me at the Altar
- MisterWives
- Nate Ruess
- Nothing, Nowhere
- One Ok Rock
- Twenty One Pilots
- WhoHurtYou

### Anciens
- The Academy Is...
- The Æffect
- Against The Current
- Ann Beretta
- Apocalypse Hoboken
- A Rocket to the Moon
- Autopilot Off
- Bigwig
- Blueline Medic
- The Cab
- Cobra Starship
- Cute Is What We Aim For
- Days Away
- Fall Out Boy
- Forgive Durden
- fun.
- Gym Class Heroes
- The Hippos
- Home Grown
- The Hush Sound
- Jimmy Eat World
- Kane Hodder
- Less Than Jake
- Lifetime
- October Fall
- Panic! at the Disco
- Paramore
- Phantom Planet
- The Pietasters
- Powerspace
- Punchline
- SuperMarket All-Stars
- Slick Shoes
- This Providence (en)
- VersaEmerge
- Vinyl Theatre
- Yellowcard
- YONAKA
- Young the Giant